# Viktor Fettich
Viktor Fettich (fétih), slovenski metalurg, * 12. november 1897, Ljubljana, † 26. avgust 1965, Ljubljana.
V letih 1914-1915 je študiral na gradbenem oddelku tehniške visoke šole v Gradcu. Študij je nadaljeval na visoki rudarski šoli v Příbramu in tu 1921 diplomiral. Služboval je v  Železarni Ravne (1921-1922), nato do 1941 v topilnici svinca v Mežici. Po osvoboditvi je v letih 1945-46 delal v zveznem ministrstvu za rudarstvo v Beogradu. Leta 1946 je postal izredni, 1951 redni prof. Tehniške fakultete v Ljubljani. 
Za področje barvnih kovin se je specializiral v ZRN, ČSSR in Angliji. Po 1946  se je ukvarjal s tehnologijo in livarstvom lahkih kovin. Napisal je prvo knjigo v Jogoslaviji o pridobivanju barvnih kovin (Metalurgija obojenih metala, Bgd 1951). Bil je sodelavec jugoslovanskega inštituta za lahke kovine v Zagrebu in Metalurškega inštituta v Ljubljani; z ekspertizami je sodeloval pri razvoju topilnice v Mežici, Cinkarne Celje, Rudnika živega srebra Idrija, Mariborske livarne, Impola v Slovenski Bistrici, Litostroja, topilnic v Trepči in Zajači. Objavil je ok. 30 strokovnih člankov in publikacij, opravil nad 20 raziskav. V letih 1951--56 je bil prodekan in dekan fakultete za rudarstvo in metalurgijo. Tehniške visoke šole oz. fakultete v Ljubljani. Bil je častni član Zveze inženirjev in tehnikov Jugoslavije ter častni predsednik Društva livarjev Slovenije. 
Bil je član centralnega odbora preporodovcev in obsojen v veleizdajalskem procesu leta 1914. 
Napisal je prvo knjigo v Jugoslaviji o pridobivanju barvnih kovin (Metalurgija obojenih metala, Beograd, 1951). 